# Werner Kempf
Werner Kempf (9. března 1886, Královec – 6. ledna 1964, Bad Harzburg) byl generál tankových jednotek Wehrmachtu.

## Život
Do německé císařské armády vstoupil v březnu 1905. V první světové válce byl důstojníkem jezdectva. Ve dvacátých letech zůstal v Reichswehru, kde zastával nižší velitelské funkce a působil jako učitel na pěchotním učilišti. V letech 1936 a 1937 pracoval jako armádní inspektor motorizovaných jednotek na Ministerstvu Války. V roce 1937 mu bylo svěřeno velení nad 4. tankovou brigádou. K 1. srpnu 1939, v rámci chystané invaze do Polska, byl jmenován velitelem Pancéřové divize Kempf, která se původně jmenovala Pancéřový útvar východní Prusko. V říjnu téhož roku převzal velení nad 6. tankovou divizí, které velel až do operace Barbarossa.
V únoru 1943 převzal velení nad Lanzovou armádní skupinou, která se nacházela v oblasti Charkova, následně byla přejmenována na armádní skupinu Kempf. Pod její velení spadal i tankový sbor SS, který krátce před tím, proti Hitlerovu přímému rozkazu svévolně opustil Charkov, jenž měl bránit „za každou cenu“. Díky tomuto incidentu byl generál horských myslivců Karl Hubert Lanz odvolán a nahrazen generálem tankových jednotek Wernerem Kempfem. Jako důvod bylo uváděno, že generál tankových jednotek je lepší volba pro operační skupinu z velké části složenou z tankových divizí. Jako velitel Armádní skupiny „Kempf“ se účastnil jarní Mansteinovy protiofenzívy i letní operace Citadela. Během operace Citadela se nedokázala jeho hlavní část probojovat k Prochorovce, aby tam podpořila jednotky 4. tankové armády.
Koncem léta 1943 byla jeho armádní skupina Kempf přejmenována na 8. armádu, ale záhy po nuceném vyklizení Charkova byl na rozkaz Adolfa Hitlera odvolán. Během roku 1944 se ještě jednou dostal do činné služby, v květnu byl jmenován velitelem Baltské oblasti a v září téhož roku opět stažen do zálohy. V hodnosti generála tankových jednotek v záloze se dožil konce války.

## Povýšení a vyznamenání

### Data povýšení
- Fähnrich – 14. března 1905
- Poručík – 18. srpen 1906
- Nadporučík – 28. listopad ?
- Kapitán – 27. ledna ?
- Major – 1. únor 1929
- Podplukovník – 1. květen 1933
- Plukovník – 1. květen 1935
- Generálmajor – 21. leden 1939
- Generálporučík – 1. srpen 1940
- Generál tankových jednotek – 1. duben 1941

### Vyznamenání
- Rytířský kříž železného kříže – 3. červen 1940
- Dubové ratolesti k rytířskému kříži – 10. srpen 1942
- Železný kříž I. třídy – 28. únor 1916
- Železný kříž II. třídy – 15. září 1914
- Spona k železnému kříži II. třídy – 15. září 1939
- Spona k železnému kříži I. třídy – 28. září 1939
- Kříž cti
- Královský bavorský záslužný řád IV. třídy s meči (první světová válka)
- Velkovévodský kříž Friedricha Augusta I. třídy (první světová válka)
- Velkovévodský kříž Friedricha Augusta II. třídy (první světová válka)
- Královský rumunský řád Michaela udatného, III. třídy – 6. listopad 1942
- |  |  |  Služební vyznamenání Wehrmachtu od IV. do I. třídy